# 玛瑙镇
玛瑙镇，是中华人民共和国四川省绵阳市梓潼县下辖的一个乡镇级行政单位。2019年12月，撤销交泰乡，将其所属行政区域划归玛瑙镇管辖，玛瑙镇人民政府驻新生街27号。

## 行政区划
玛瑙镇下辖以下地区：
桑林村、红庙村、桐麻村、桥楼村、龙潭村、上河村、真元村、普光村、瓦仓村、玛瑙村和大埝村。